# 1828 w literaturze
Wydarzenia literackie w 1828 roku.

## Wydarzenia
- zagraniczne
  - założono w Londynie tygodnik The Spectator

## Nowe poezje
- polskie
  - Adam Mickiewicz – Konrad Wallenrod
- zagraniczne
  - Aleksander Puszkin – Połtawa (Полтава)
  - Edwin Atherstone – Upadek Niniwy (The Fall of Nineveh) – pierwszych sześć ksiąg

## Urodzili się
- 8 lutego – Juliusz Verne, francuski pisarz (zm. 1905)
- 12 lutego – George Meredith, angielski powieściopisarz i poeta (zm. 1909)
- 29 lutego – Emmeline B. Wells, amerykańska dziennikarka, edytorka, pisarka i poetka (zm. 1921)
- 20 marca – Henrik Ibsen, norweski  dramatopisarz (zm. 1906)
- 26 czerwca – Friederike Kempner, niemiecka poetka i pisarka żydowskiego pochodzenia (zm. 1904)
- 9 sierpnia – Joseph Eduard Konrad Bischoff, niemiecki pisarz (zm. 1920)
- 9 września – Lew Tołstoj, rosyjski powieściopisarz, dramaturg i krytyk literacki (zm. 1910)
- Rosa Vertner Jeffrey, amerykańska prozaiczka i poetka (zm. 1894)

## Zmarli
- 8 czerwca – William Coxe,  brytyjski historyk (ur. 1747)